# فيراري 458 إيطاليا
فيراري 458 إيطاليا (بالإنجليزية:Ferrari 458 Italia) هي سيارة رياضية من إنتاج شركة فيراري الإيطالية المرموقة، أول رقمين من اسمها تدل على نزوح المحرك والآخر هو عدد الأسطوانات، أما اسم إيطاليا فهو خلفا لإسم مودينا ومارانييلو والتي تذكر بالأصول الجغرافية للعلامة التجارية وهو تكريم للدولة الإيطالية .
- فيراري 458 إيطاليا مدعومة بمحرك في 8 بسعة 4.5 لتر والذي يستنشق 127 حصان/لتر وهي قيمة عالية بالنسبة للمحرك الطبيعي، ولها ديناميكية هوائية عالية للغاية لتحقيق سرعات عالية، وهي الأولى من نوعها لشركة فيراري الذي بقي لوقت طويل تقليدي للغاية لهذا الموضوع.
- عوضت فيراري سيارة فيراري أف 430 بهذ ه السيارة والتي قدمت رسميا إلى معرض السيارات في فرانكفورت في سبتمبر 2009 ، وتهدف إلى التنافس مع لامبورغيني غالاردو في سوق المحركات الرياضية الطولية الخلفية . وبدأ تسويقها ابتداء من نهاية 2009 وبلغ سعرها الابتدائي 196.933 € بفارق 24.000 € عن سابقاتها.

## الخلفية

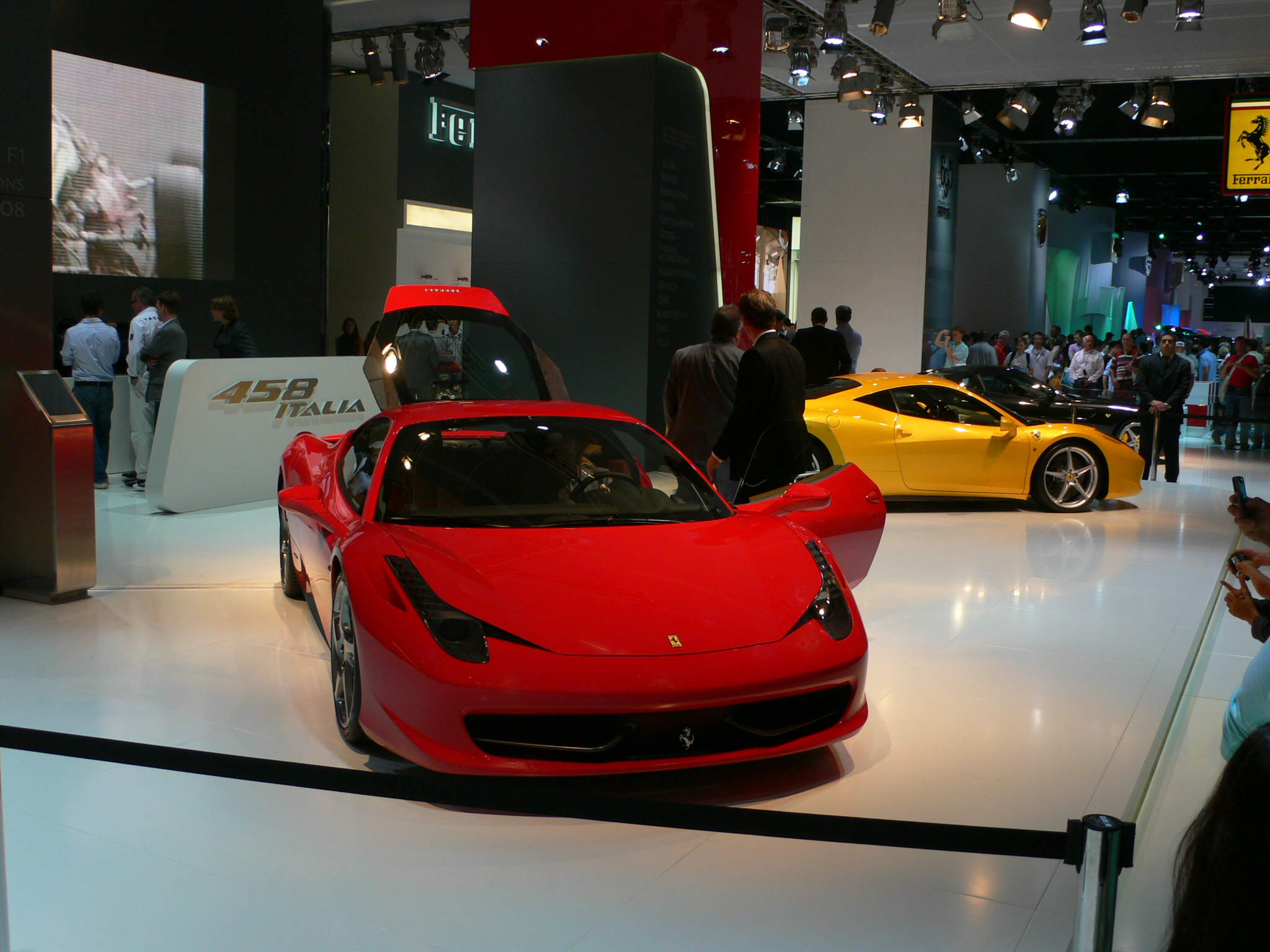
سياراتا فيراري 458 إيطاليا في معرض فرانكفورت عام 2009

- قدمت سيارة فيراري 458 إيطاليا للمرة الأولى في معرض فرانكفورت للسيارات 2009 في منصة الخاصة لفيراري، بمشاركة النجم العالمي الألماني مايكل شوماخر بطل العالم سبع مرات في الفورمولا 1.
- وبدأ الإنتاج في إيطاليا في خريف 2009 في قسم لمصنع فيراري بوضع محرك V8 جديد جنبا إلى جنب مع ولاية كاليفورنيا والذي عوض سيارة فيراري أف 430 في المصانع بمحرك في 8 الإيطالي الصنع، ووقع التسليم الأولى في يناير 2010.

## التصميم

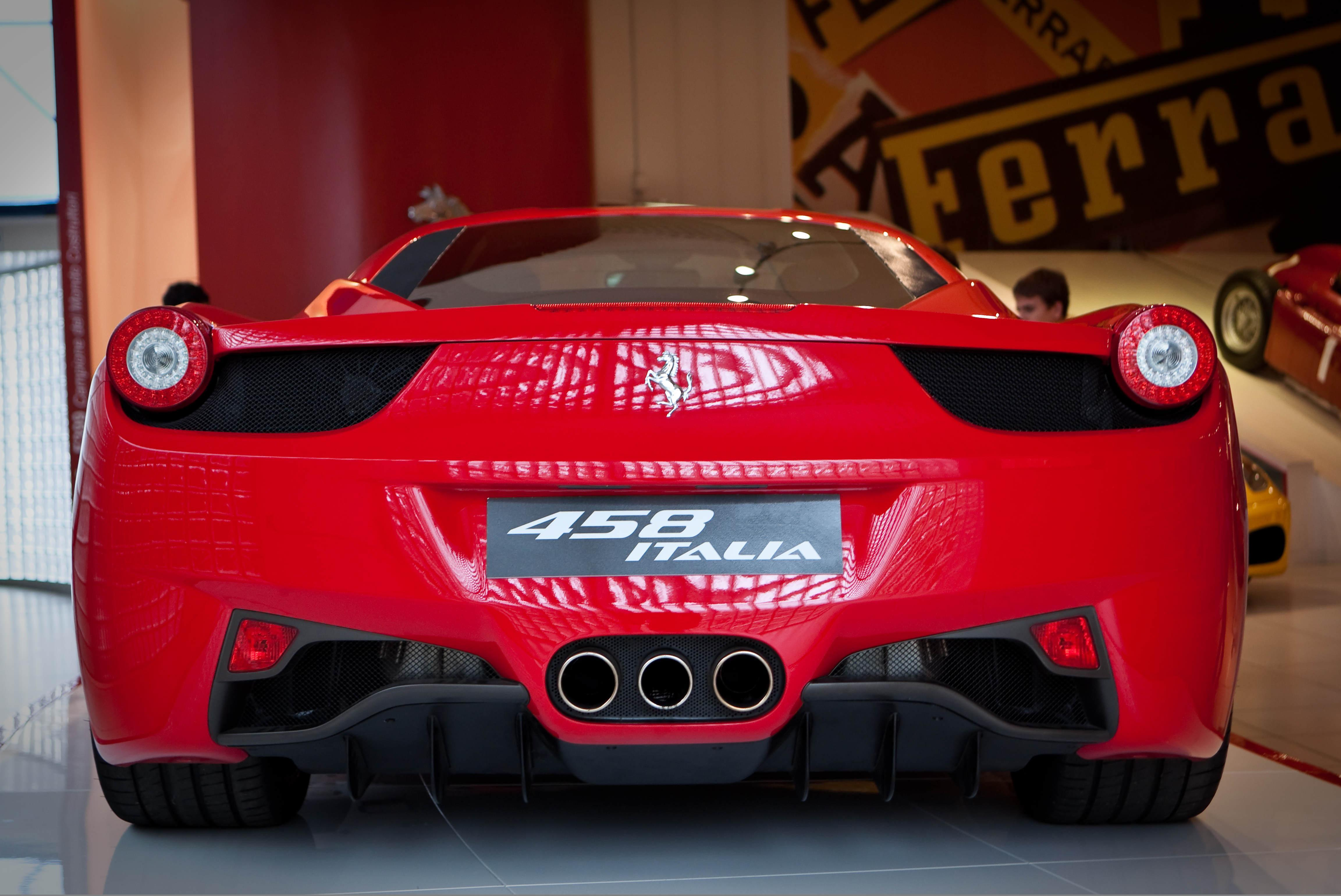
الناشر والعادم الثلاثي.

- بدعم من أستوديو بينينفارينا تأثرت إيطاليا 458 بشكل كبير في تصميم الديناميكا الهوائية. خطوط خارجية بسيطة ونظيفة وعلى النقيض من العمل مؤخرا من قبل الشركة المصنعة كما في سيارة 599 جي تي بي فيورنو وفيراري كاليفورنيا .لتسهيل تدفق الهواء، يتم وضع قطعتين تشويه على الغطاء الأمامي وستة آخرين على الناشر الخلفي وهذه التغييرات المختلفة تسمح لل458 للحصول على معامل السحب من 0,33.
- سيارة فيراري إيطاليا ابتكر المصابيح الأمامية وذلك باستخدام تكنولوجيا صمام ثنائي باعث للضوء ، والعادم الثلاثي مشابه لما لدى فيراري أف 40 . والناشر لديه الاتجاه الرأسي نحو الأرض تصل إلى 140 كيلوغرام إلى 200 كم / ساعة وحقيقة أن الزعنفة لم تبرز للسيطرة على تدفق الهواء حول مختلف سيارة إيطاليا عن طريق إنشاء السفلية من 360 كغم بأقصى سرعة.

## التقنيات

### المحرك والأداء

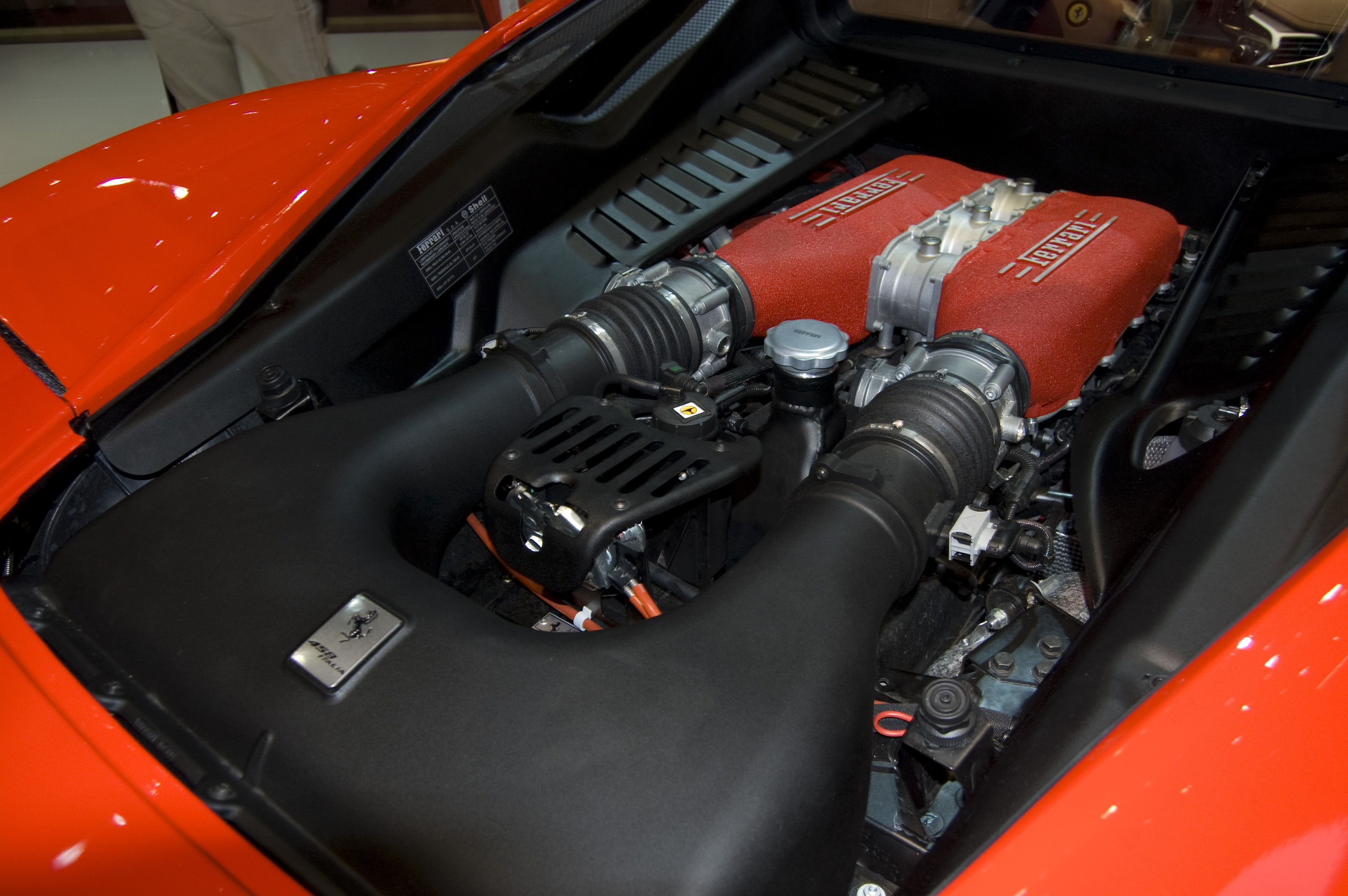
محرك فيراي 458 إيطاليا

- بالمقارنة مع الأف 430 الآليات الأساسية متشابهة، لكنها شهدت تغيرات مختلفة.كما شنت مركزيا وراء محرك V8 لديها للحقن المباشر.ليتم زيادة طاقتها 4,3 حتى 4,5 ليتر، والذي يسمح له لتطوير قوة 570 حصانا عند 9000 دورة في الدقيقة وهي أكثر من 80 عن أف 430 والذي بلغ قوتها المحدودة 127 حصان /لتر وتحمل زيادات نسبة الضغط على 12.5,1، وليبلغ أقصى عزم دوران ليبلغ 540 نيوتن متر عند إلى 6000 دورة في الدقيقة.أكثر بحوالى 85 نيوتن متر عن فيرارى أف 430 و يتولد 80 % من عزم الدوران عند 3.250 د / د فيما يتم توليد أقصى عزم عند 6000 د / د.
- السرعة القصوى لسيارة فيراري 458 إيطاليا وفقا لفيراري، هي 325 كم/سا، والتسارع الذي ينطلق من 0 إلى 100 كم/سا في أقل من 3,4 ثانية ومن 0 حتى 200 كلم / ساعة في 10,4 ثانية، ولا تزال وفقا للمورد معدل إستهلاك الوقود 18.3 لتر لكل 100 كيلو متر وبالنسبة لفيراري أف 430 فهي تستهلك 13.7 لتر .أما انبعاثات CO2 إنخفض إلى 320 غ / كم ضد 420 غ/ كم لأف 430. ففيراري تظهر التزامها للحد من الأثر البيئي لسياراتها مع الحفاظ على أدائها بهدف للحد من انبعاثات CO2 من نماذجها بنسبة 40 ٪ بحلول عام 2012.

### الانتقال

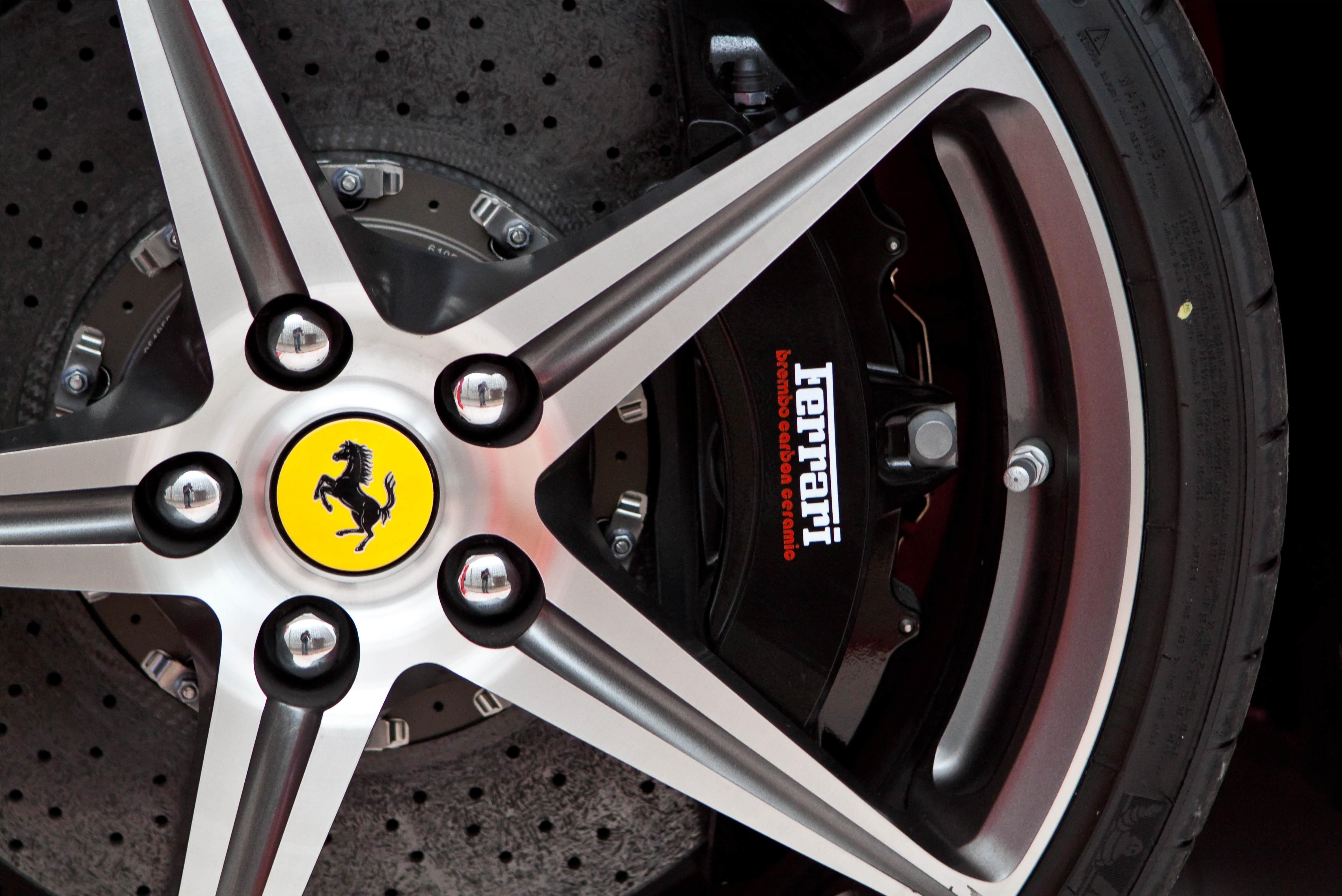
عجلة فيراري 458 إيطاليا

- مثل معظم كشوفات الرياضية، انتقال 458 إيطاليا هي العجلات الخلفية، وهو انتقال خلفي قياسي مزدوج المخلب وهو مطابق للموجود في كاليفورنيا وهو من صنع شركة «غيتراغ» بمقبضين ـ فاصلين (كلتش مزدوج) يتوليان تغيير نسب السرعة بومضة عين. وكانت الشركة تفضل سابقا ناقل الحركة اليدوي على الأوتوماتيكي مخافة إبطاء السيارة، لكن النظرة تغيرت الآن وبات العكس مفضلا.، ويقترن مع علبة التروس الروبوتية لأف 1 ويمكن أن تعمل في دليل التلقائي أو وفقا لإرادة السائق، و458إيطاليا هو أيضا مع فيراري إينزو فقط غير متوفرة على علبة التروس مع تقليدية ميكانيكية اليدوية.

### الهيكل والسلوك
- تم استخذام مواد خفيفة الوزن مثل الألمنيوم إلى الهيكل، والحد من الوزن الإجمالي ل458 إيطاليا حتي 1.485 كغ بينما تسمح لها أن تكون أكثر صلابة بنسبة 20 ٪ من الالتواء بالنسبة لفيراري أف 430 ويتحقق كل المفاصل عن طريق اللحام.
- تركزت مداخلات أخرى على أن تقوم الإدارة بوضع أسرع ومزيد من السيطرة المباشرة للمسار «تراك-أف 1».فيراري 458 إيطاليا لها عجلات 20 بوصة مع خمسة فروع وهي تحدد من قبل خمسة مكسرات وهي مزخرفة بالمغنيسيوم وإطارات ميشلان التجريبية سوبر سبورت، الأمامي حجم 235/35 ZR20 والخلفي 295/35 ZR20.الفرامل أقراصها مصنوعة من كربون السيراميك 398 ملم في الأمام و 360 ملم في الخلفي.

### سبل الراحة في السيارة

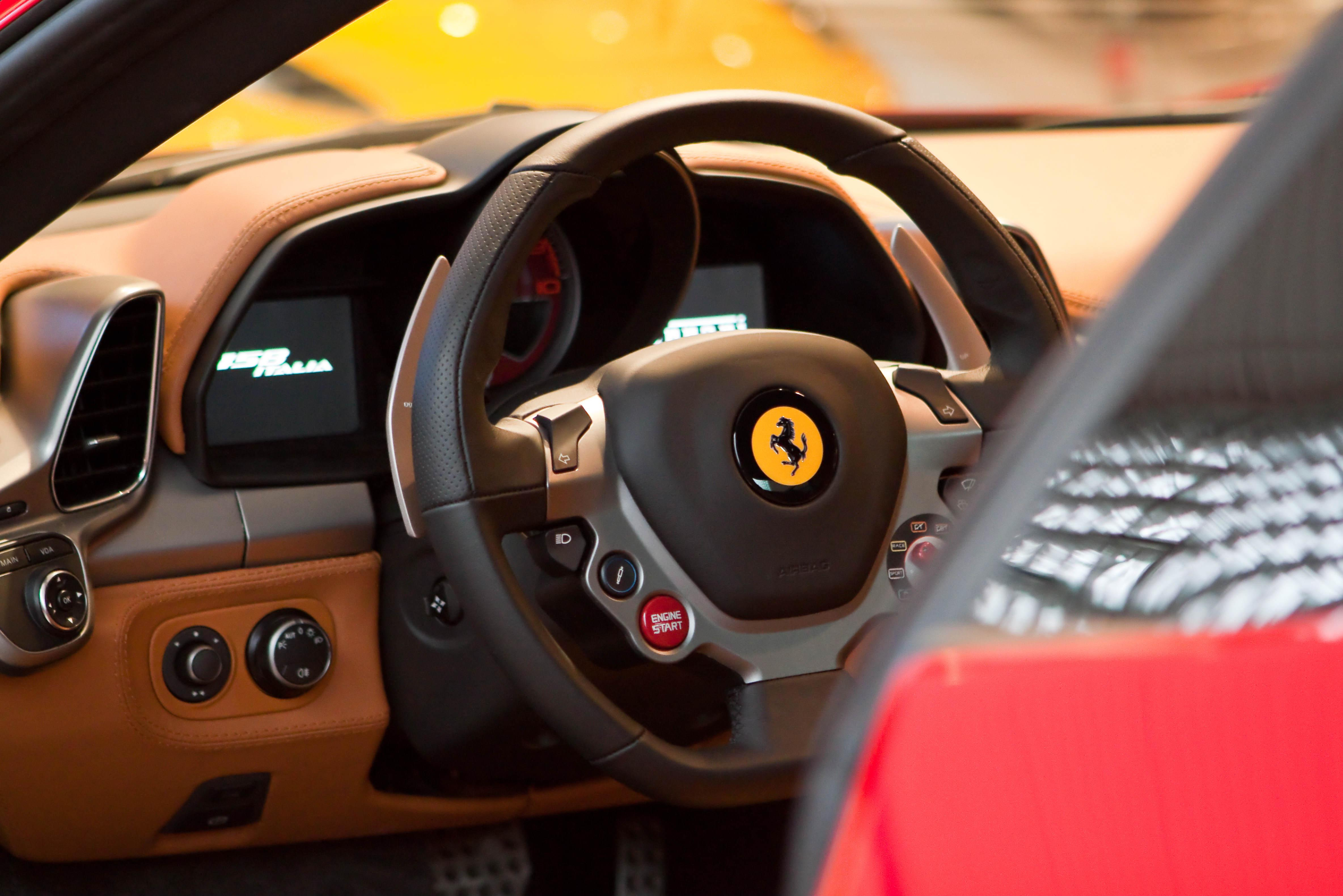
لوحة قيادة فيراري 458

- في 458 إيطاليا فيها الكثير من التفاصيل المتناقضة مع بساطته من الخارج، مثل معظم سيارات فيراري، فهي بها مقعدين وزيادة بوصتين في قاعدة العجلات من سيارة أف 430، وتوفير مساحة في قمرة القيادة وتغطيها مقاعد جلدية، ولوحة القيادة يتكون من مقياس سرعة الدوران، التي تواجه السائق واثنين من شاشات الكريستال السائل لعرض سرعة السيارة، وبها نظام تحديد المواقع وغيرها من البرامج المساعدة للمحرك.
- لتبسيط العملية، يتم الجمع بين عناصر التحكم الرئيسية على المقود على طريقة الفورمولا 1.السائق يمكن أن يغير بسرعة وسائط المعلقات ومستويات الإيدز الإلكترونية، وهي تتألف من انزلاق التربة للحفاظ على وضع أي مساعدات ووضع الرياضة يتيح المزيد من المرونة.وهناك الكثير من التقنيات منها مثلا حالما يرفع السائق قدمه عن دواسة البنزين مثلا، حتى تقترب وسائد المكبح من الأقراص منتظرة الضغط على دواسة المكبح في أي لحظة، لتقليص زمن الكبح، أو ما يسمى «عامل التأخير».
- ومن الصراعات التقنية التي أدخلت فيها، التي قد تلاحظها فورا لدى دخولك مقصورتها الداخلية الغارقة بالجلد الفاخر هو وجود لوحة صغيرة في لوحة القيادة، عليها بعض الأزرار، منها البكرة الحمراء الموجودة على عجلة القيادة وتدعى «مانيتينو» التي تغير من شكل السيارة الخارجي وانسيابها، في حين تظهر بقية الأزرار ما يدعى «المهندس الافتراضي للسباقات» الذي ينبئك مثلا من بين أشياء كثيرة، ما إذا كانت درجة حرارة المحرك والإطارات هي في المستوى المناسب للدخول في السباقات.

## صور

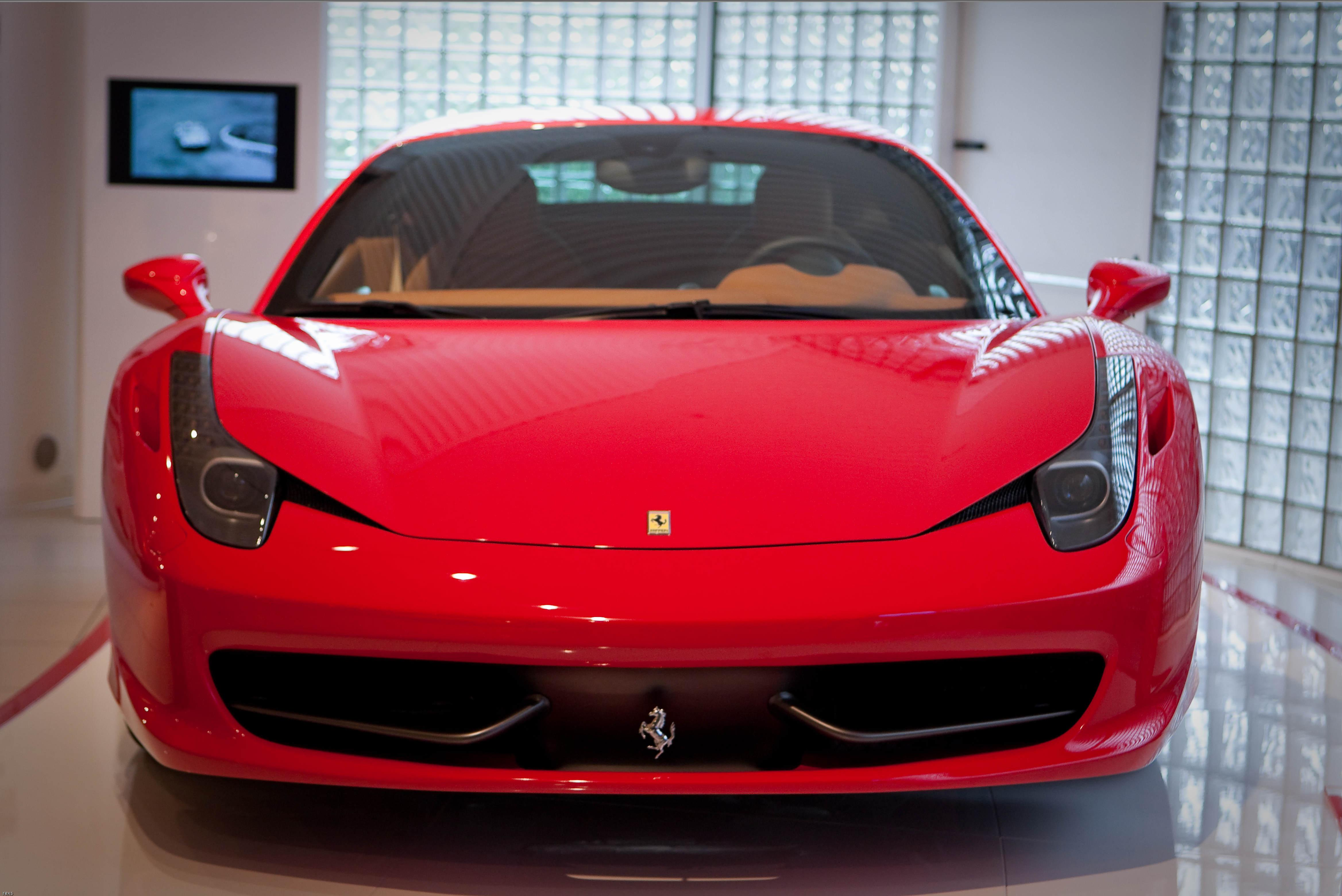
فيراري 458 إيطاليا المشهد الأمامي.
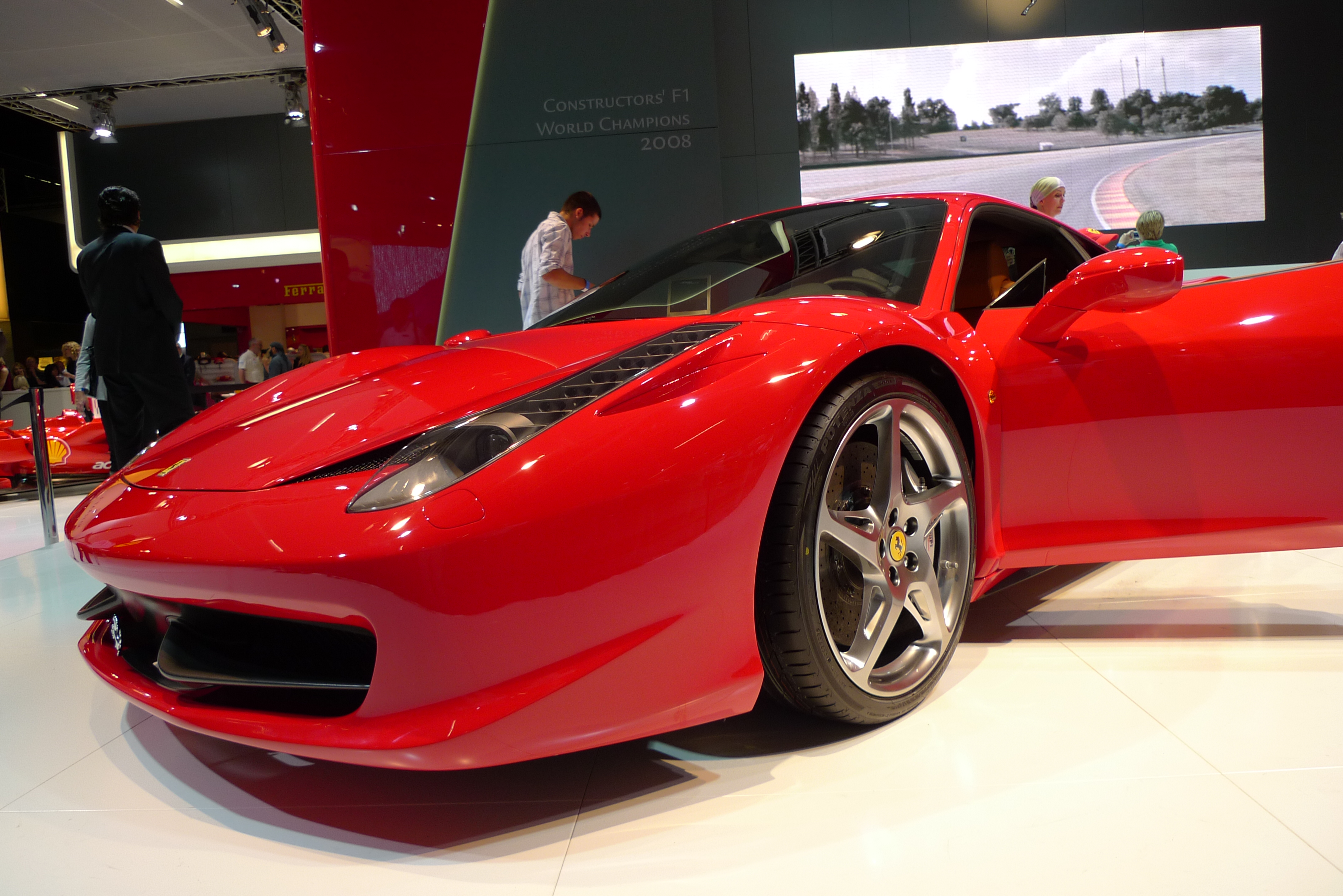
من ثلاثة أرباع المقبلة، مع الصمام والأضواء جديدة.
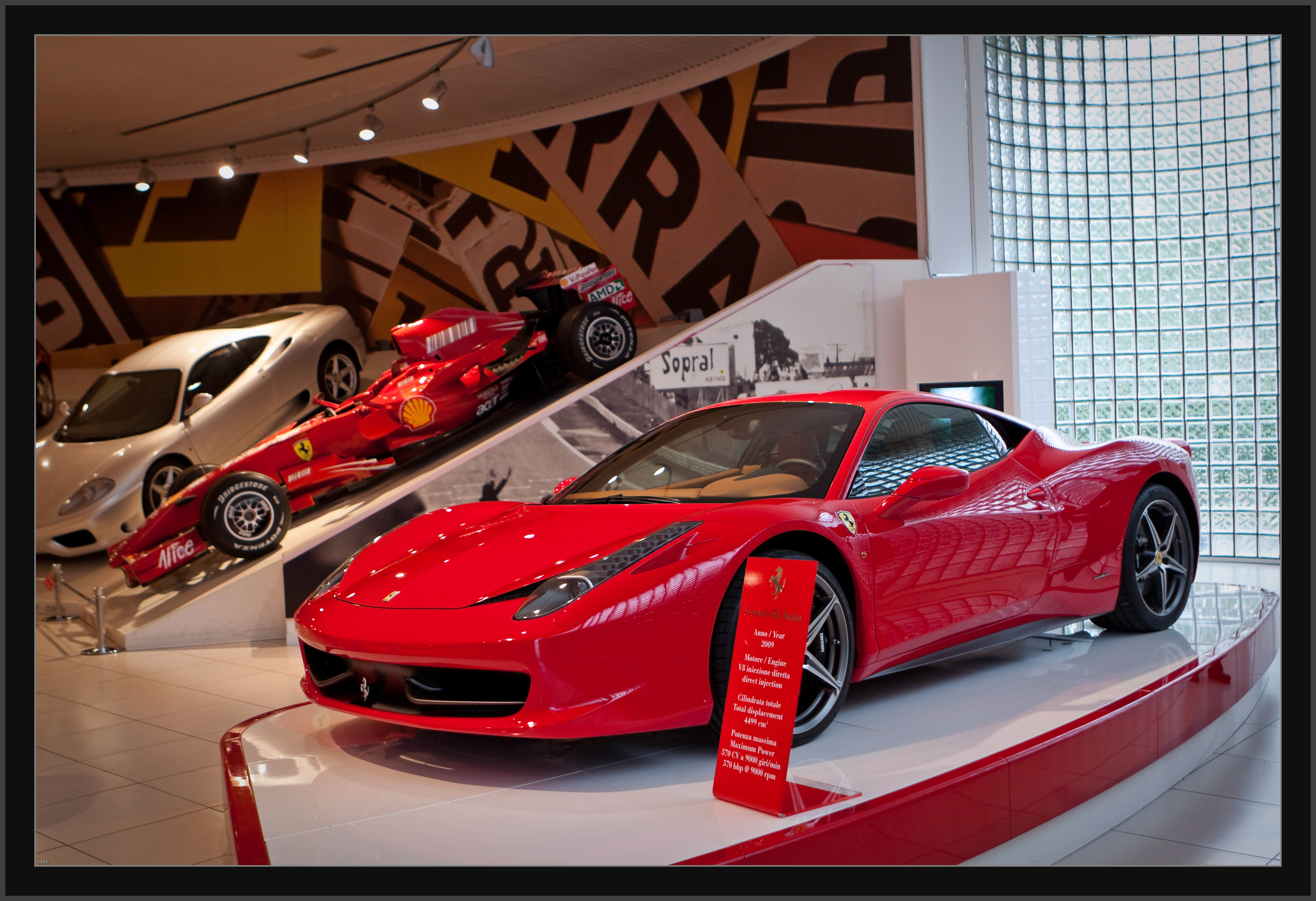
458 إيطاليا بجانب فيراري الفورميلا 1 وسيارة 360 مودينا.
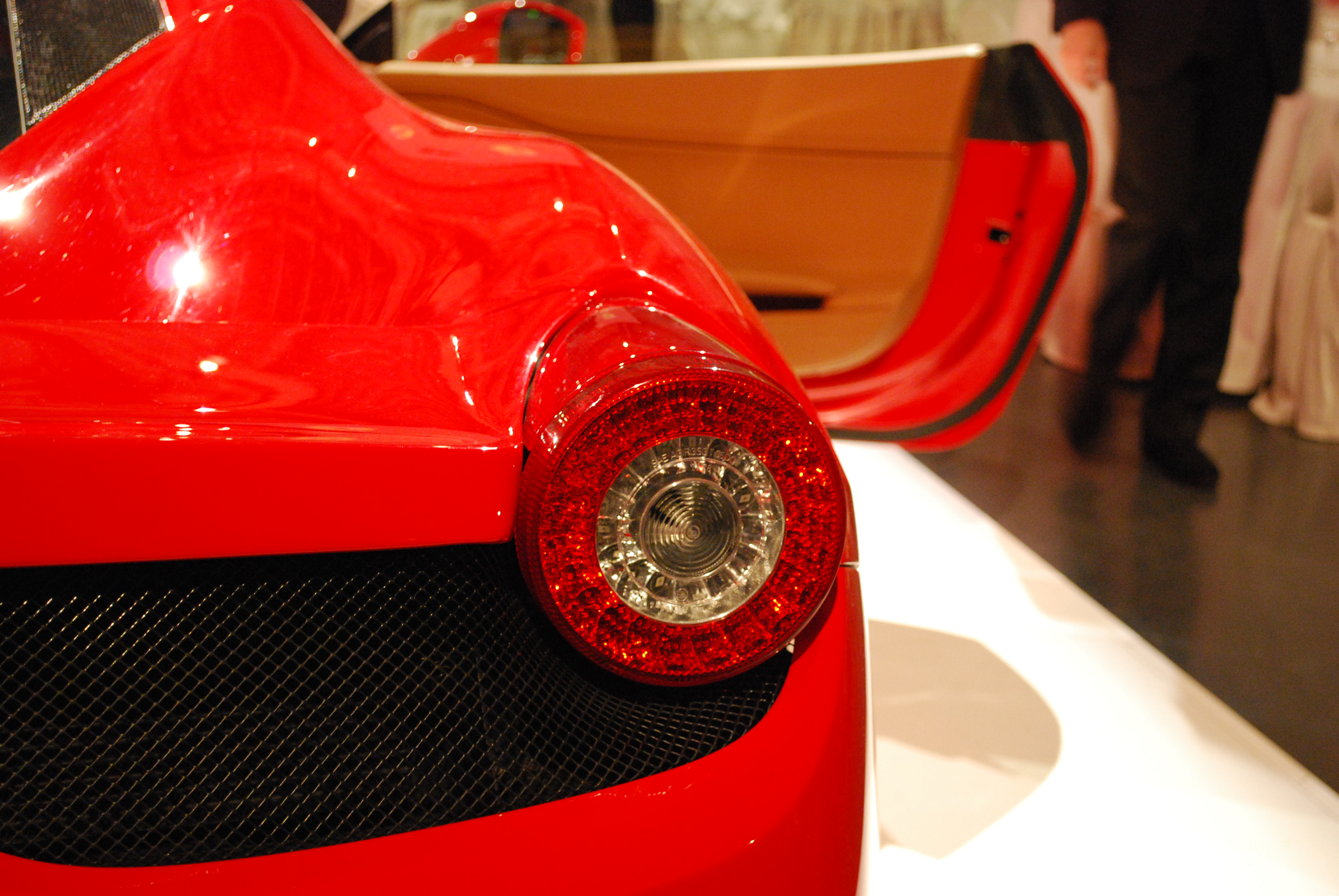
عرض مفصل من المصابيح الخلفية من 458.

## وصلات خارجية
- Official Ferrari 458 Italia page
- Pininfarina Sergio page
- 458 Photo Gallery